# Nuria Sánchez Madrid
Nuria Sánchez Madrid es una académica, articulista, erudita, escritora, polemista, activista, filántropa, intelectual y profesora española en la Facultad de Filosofía de la Universidad Complutense de Madrid. Es especialista en el pensamiento alemán clásico, en el pensamiento contemporáneo, en historia de la filosofía griega y en historia de las ideas políticas, centrándose en Kant, Aristóteles y Hannah Arendt.

## Trayectoria
Sánchez Madrid es licenciada en Filosofía y en Filología clásica y doctora en Filosofía. Es profesora de la Facultad de Filosofía de la UCM desde el 2000, especializada en Historia de la Filosofía e Historia de las Ideas Políticas. Ha sido profesora e investigadora invitada en Brasil, Chile, Alemania, Grecia, Turquía, Francia, Portugal e Italia. Cuenta con más de 200 publicaciones, ediciones y traducciones. Ha sido Vicedecana de Estudiantes y Relaciones Internacionales de la Facultad de Filosofía de la UCM. Dirige en la misma universidad el Grupo de Investigación "Normatividad, Emociones, Discurso y Sociedad", en el que participan colegas de Filosofía y Filología (Germanística y Teoría de la literatura). Una de las líneas principales del grupo es el desarrollo de una historia cultural de la pobreza, con especial atención a las discusiones teóricas sobre el fenómeno en la primera Modernidad y en la narrativa europea del siglo XIX y XX.

“Antígona denuncia el sueño en que vive el gobernante cuando considera que los cuerpos de los hombres pueden conducirse con docilidad frente a sus leyes”.

Sus líneas de investigación son Historia de la Filosofía (Prehistórica, Antigua, Medieval, Moderna y Contemporánea), Metafísica, Historia de las Ideas Políticas, Filosofía moral y política, Filosofía de la acción, Filosofía de la historia, Teoría de la Cultura y Antropología.
Siempre alerta a la sociedad y sus cambios ha reflexionado profundamente ante la aparición de nuevos partidos políticos surgidos de movimientos ciudadanos a través de artículos de opinión.
En sus trabajos de investigación uno de sus objetivos ha sido analizar la pertenencia interna del planteamiento aristotélico acerca de la retórica a la constitución de un modelo epistémico sobre lo verdadero y lo justo, así como la recepción de la tradición de los humaniora en el pensamiento de Kant. Sus áreas de investigación son las fuentes clásicas en la mirada de la modernidad filosófica al cuerpo civil, nombradas como Retóricas del clasicismo.

## Publicaciones

### Libros y ediciones de libros
- Nuria Sánchez Madrid. Hannah Arendt. La filosofía frente al mal. Alianza Editorial, Madrid, 2021.
- Poéticas del sujeto, cartografías de lo humano. Ediciones complutense. Madrid. ISBN 978-84-669-3564-7  Pluralismo de la razón y emociones políticas: el otro legado de la Ilustración europea.
- Nuria Sánchez Madrid (ed.). Hannah Arendt y la literatura. Barcelona. 2016. 194 pp. ISBN 978-84-7290-783-6[10]
- Nuria Sánchez Madrid (ed.) A civilização como destino. Kant e as formas da reflexão. Nefiponline. Florianópolis, 2016. 288 pp.[11]

### Colaboraciones colectivas
- Andrea Faggion, Nuria Sánchez Madrid y Alessandro Pinzani (eds.), Kant and Social Policies, Palgrave MacMillan, London/New York, 2016, 177 pp.[12]
- Larry krasnoff, Nuria Sánchez Madrid y Paula Satne (eds.), Kant’s Doctrine of Right in the Twenty-first Century. Political Philosophy Now, 2018, 304 pp.[13]

### Algunos artículos sobre Kant
- 2007 Aproximación a la aplicación del sistema de epigénesis a la historia natural del hombre en Kant.
- 2013 Instintos e instituciones. Una confrontación del pensamiento jurídico-político de Kant con la posmodernidad.
- 2014 "Caesar non est supra grammaticos". Observaciones en clave de antropología política sobre el escrito de Kant "Respuesta a la pregunta ¿Qué es la ilustración?".

### Algunos artículos sobre Hanna Arendt
- 2010 Educación, cultura y Estado-nación en Hannah Arendt y !eodor Adorno. Dos lecturas de los orígenes del totalitarismo.
- 2013 Crisis del Estado-nación y dialéctica de los derechos humanos en Hannah Arendt. El totalitarismo como colapso de las formas políticas

### Traducciones
- MACOR, Laura Anna. La fragilità della virtù. Dall’antropologia alla morale e ritorno nell’epoca di Kant. Milano – Udine: Mimesis (collana: Morphé), 2011. ISBN 978-88-5750-441-4